# Ratusz w Warcie
Ratusz w Warcie – warcki ratusz został wybudowany w 1842 roku. Mieści się przy południowej pierzei rynku. Obecnie jest siedzibą władz miejskich.
Autor projektu jest nieznany. Budynek wzniesiony w stylu klasycystycznym na planie prostokąta. Posiada dwie kondygnacje. Jego dach jest dwuspadowy, blaszany. Kondygnacje oddziela od siebie gzyms kordonowy, ściany posiadają gzyms wieńczący. Najciekawszym elementem jest elewacja frontowa, na której znajduje się trzyosiowy portyk z podcieniem składającym się z półkolistych arkad, podpierających obszerny balkon, z którego wyrastają cztery doryckie kolumny zakończone szczytem z herbem Warty. Okna na piętrze ozdobione są dekoracyjnymi gzymsami.
Budynek został odnowiony w latach 1945–1946 po zniszczeniach powstałych podczas II wojny światowej. Służy jako siedziba władz lokalnych.